# Cothornobata alta
Cothornobata alta är en tvåvingeart som beskrevs av Mcalpine 1998. Cothornobata alta ingår i släktet Cothornobata och familjen skridflugor. Inga underarter finns listade i Catalogue of Life.